# Hroznová (České Budějovice)
Hroznová je ulice v městské památkové rezervaci České Budějovice.

## Popis
Na západním konci ústí do této ulice Mlýnská ulice a Panská ulice.Směrem na východ pak Hroznovou ulici křižují ulice Česká, Krajinská, Plachého, U Černé věže a Kněžská.

## Historie

### Historické názvy ulice
Ulice se před rokem 1875, ve kterém dostala celá ulice jednotný název Hroznová ulice (něm."Traubengasse") – podle toho, že v ulici je dům a býval hostinec s názvem „U hroznu“, dělila na několik různě pojmenovaných úseků, a to:
- Úsek od západního konce ulice po křižovatku s Českou ulicí se nazýval Rybářská nebo také U klášterního hřbitova; na západním konci ulice stávala do roku 1872 Rybářská brána.
- Úsek od křižovatky s Českou ulicí po křižovatku s Krajinskou ulicí se nazýval Masná.
- Střední část ulice se nazývala Mikulášská.
- Další část (ke křižovatce s Kněžskou ulicí) se nazývala Za děkanstvím nebo Děkanská.

V letech 1900 – 1921 se Hroznová ulice jmenovala Kneisselgasse (po Josefu Kneisselovi, který byl v letech 1887 – 1903 čekobudějovickým starostou).

### Historické zajímavosti
Na nároží Panské ulice a Hroznové ulice (proti bývalé rychtě) byl dům, resp. dva nestejně velké domy, tzv. Nonenhof či Nun Haus, který patřil až do období josefinismu církvi. V domě (podle ústního podání) bydlely bekyně (členky středověkého polořeholního společenství), které kromě modliteb vykonávaly pomocné práce pro dominikánský kostel.
V místech, kde Hroznovou ulici protíná Plachého ulice, býval v 18. století dobytčí trh.

## Pamětihodnosti
V ulici se nachází 15 kulturních památek. Dalších několik kulturních památek, např. Masné krámy, Lubasův dům nebo budova Komerční banky, má do této ulice situovány své boční obvodové zdi.

### Dům Hroznová 5
V domě č.63/5 (kulturní památka) býval v 2. polovině 19. století vinárna U Maroldů. V 1. polovině 20. století zde byla vinárna U Nováků.

### Dům Hroznová 8 (č. p. 322)
V měšťanském domě Hroznová č. p. 322/8, který je kulturní památkou, je zachován renesanční trámový strop s prkenným záklopem (z 1. poloviny 16. století) a valené klenby s výsečemi. V prvním patře fungovala Vídeňská kavárna zaniklá během pandemie covidu-19.

### Dům Hroznová 18 (č. p. 314)
V domě č. 314/18 (kulturní památka) bývala hospoda „U hroznu“. někdy také „U zlatého hroznu“. Spisovatelka Zdeňka Bezděková  do této hospody situovala děj své historické povídky „Bludný kámen“. Povídka byla napsána na základě českobudějovické pověsti o bludném kameni, který je umístěn na náměstí, údajně na paměť toho, že tam stával popravčí špalek. Pověst vychází z historické skutečnosti, zapsané v záznamech českobudějovických kronikářů, ve kterých je uvedeno, že na náměstí bylo v sedmdesátých letech 15. století najednou popraveno katovým popravčím mečem 10 mladíků, protože jeden z nich při zatýkání zabil městského rychtáře. Žádný z nich nechtěl prozradit viníka, a proto byli popraveni všichni.

### Dům Hroznová 20 (č. p. 320)
V domě č. 320/20 (kulturní památka) bydlel regenschori českobudějovické katedrály svatého Mikuláše, hudební skladatel a varhaník Jáchym Štěpanovský; v roce 1774 jej koupil od své švagrové.

### Dům Hroznová 24 (č. p. 311)
V domě č. 311/24 (kulturní památka, tzv. Neuwerthův dům) bydlel v letech 1814-1815 v podnájmu tehdejší student piaristického gymnázia básník Josef Vlastimil Kamarýt.

### Dům Hroznová č. p. 488
Dům je na nároží České a Hroznové ulice; dříve byl uváděn jako dům Česká č. p. 32 nebo jako dům Česká č. p. 19. V domě byla dříve obecní kuchyní (Garkuch), kde se v roce 1634 za třicetileté války stravovali i věznění důstojníci a generálové císařského vojska (provaldštejnští šlechtici, zatčení po zavraždění Albrechta z Valdštejna) – vévoda Julius Jindřich Sasko-Lauenburský, generál jezdectva Jan Arnošt Scherffenberk, generál jezdectva Jan Oldřich Šafgoč (Schaffgotsch), generál polní zbrojmistr Arnošt Jiří Sparr, plukovník Petr Losy, plukovník František Vilém Mohr a podplukovník Julius Jindřich Hammerle. V roce 1897 zde byla zřízena restaurace U tří sedláků. V letech 1954 až 2002 zde byla kuchyně restaurace Masné krámy; .

## Doprava
Ulice je dlážděná a smí se zde jezdit jen třicetikilometrovou rychlostí – je v zóně 30. Dopravní provoz je rozdělen na tří úseky – každý z nich je jednosměrná pozemní komunikace. Jsou to tyto úseky:
- úsek z křižovatky Česká/Hroznová ke křižovatce Hroznová/Panská,
- úsek z křižovatky Hroznová/U Černé věže ke křižovatce Hroznová/Česká,
- úsek z křižovatky Hroznová/U Černé věže ke křižovatce Hroznová/Kněžská.

Ulice je v zóně centrum, ve které je stání povoleno jen na vyznačených parkovištích. Do ulice je zákaz vjezdu vozidel jejichž okamžitá hmotnost je vyšší než 3,5 tuny.

## Galerie

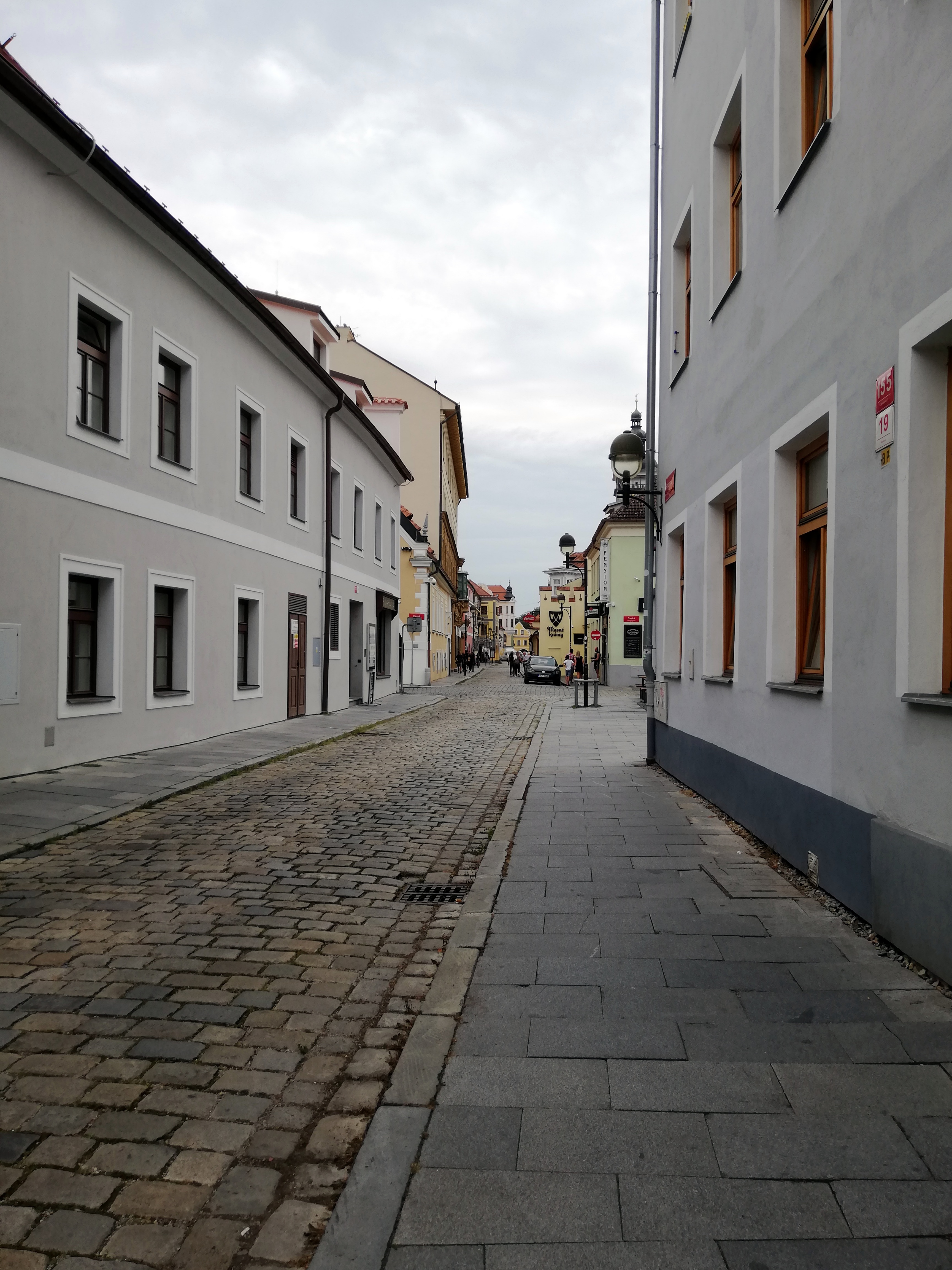
Hroznová ulice
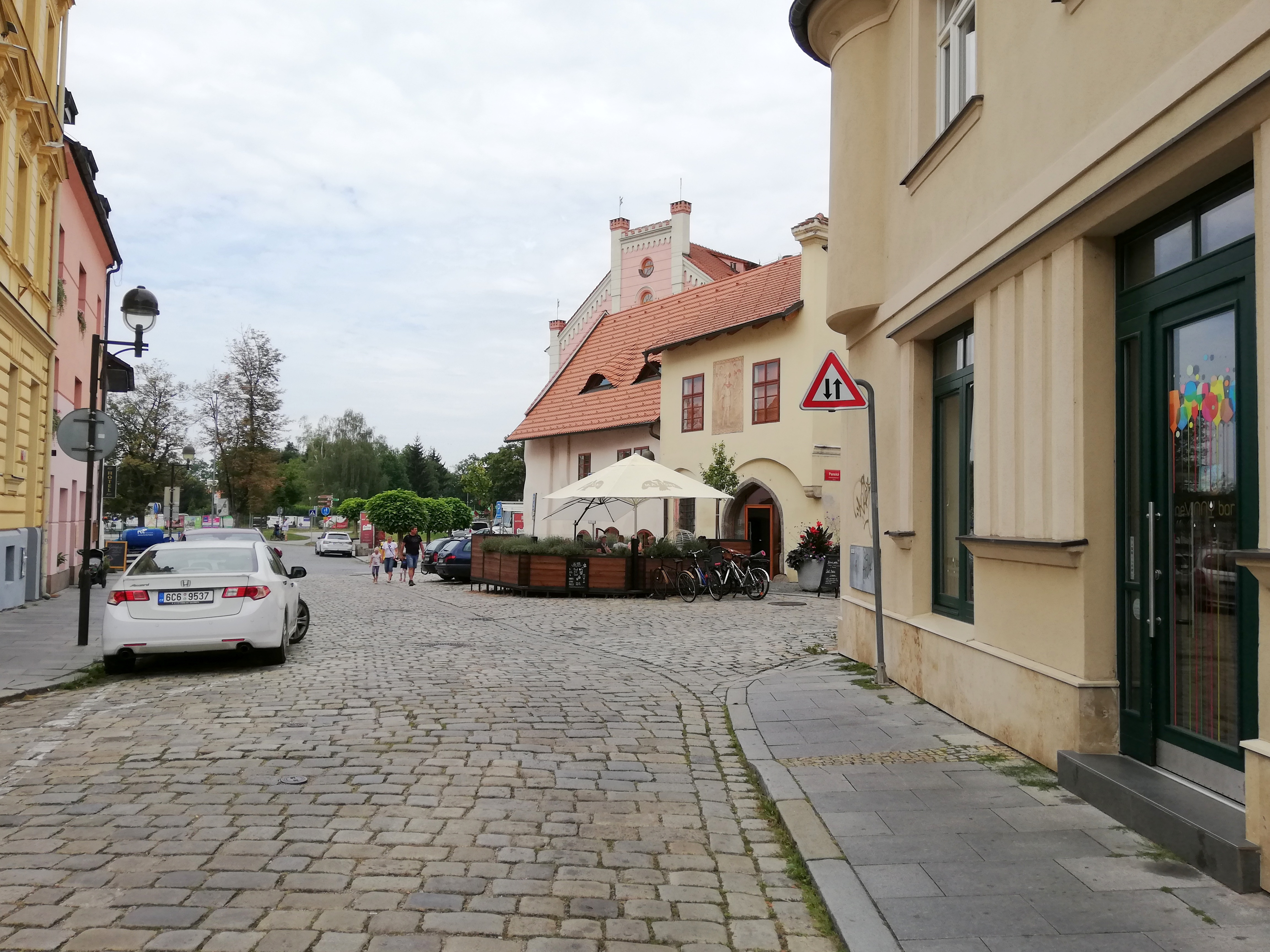
Západní konec Hroznové ulice
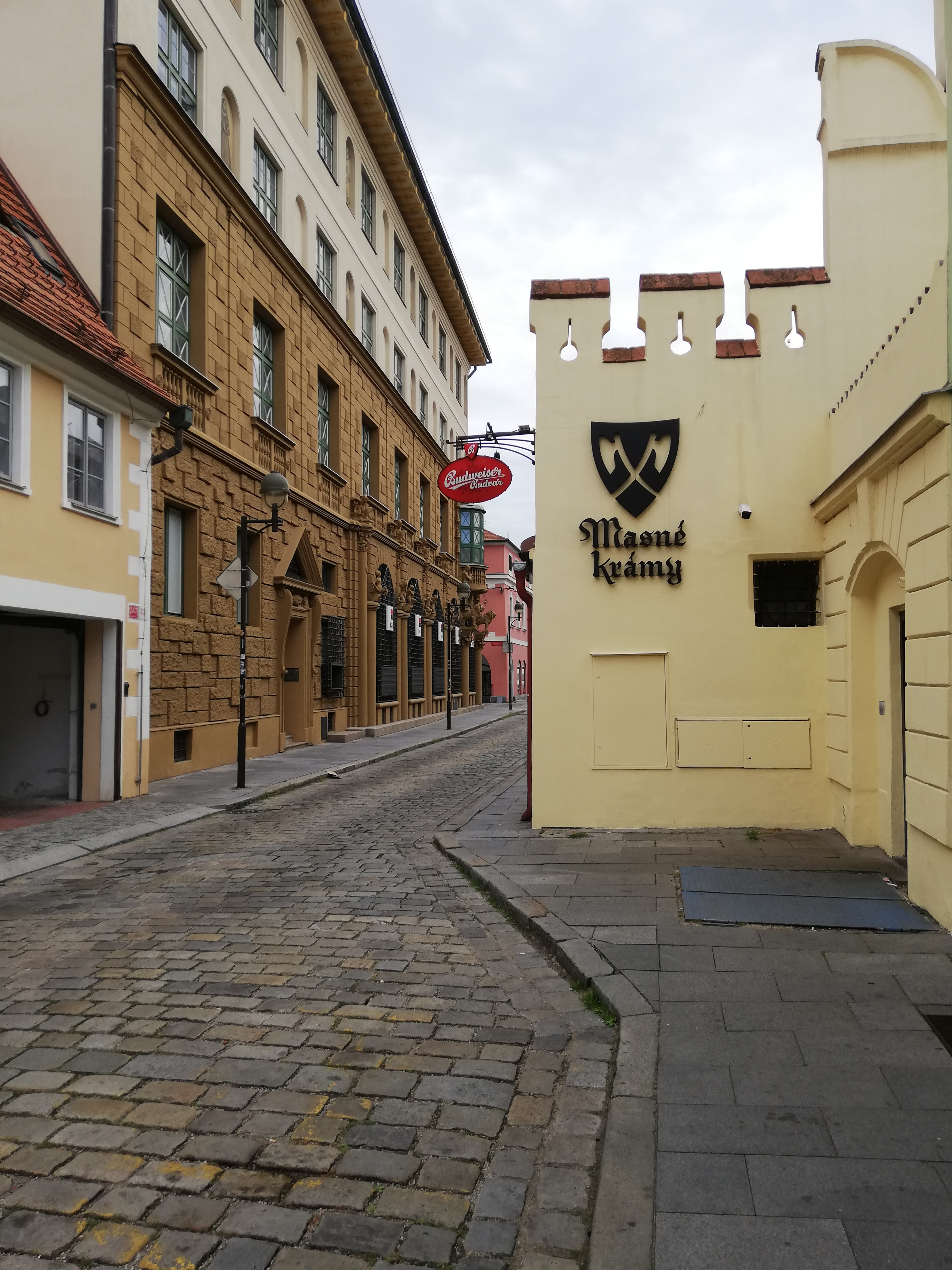
Hroznová ulice, vlevo budova Komerční banky, vpravo západní průčelí Masných krámů
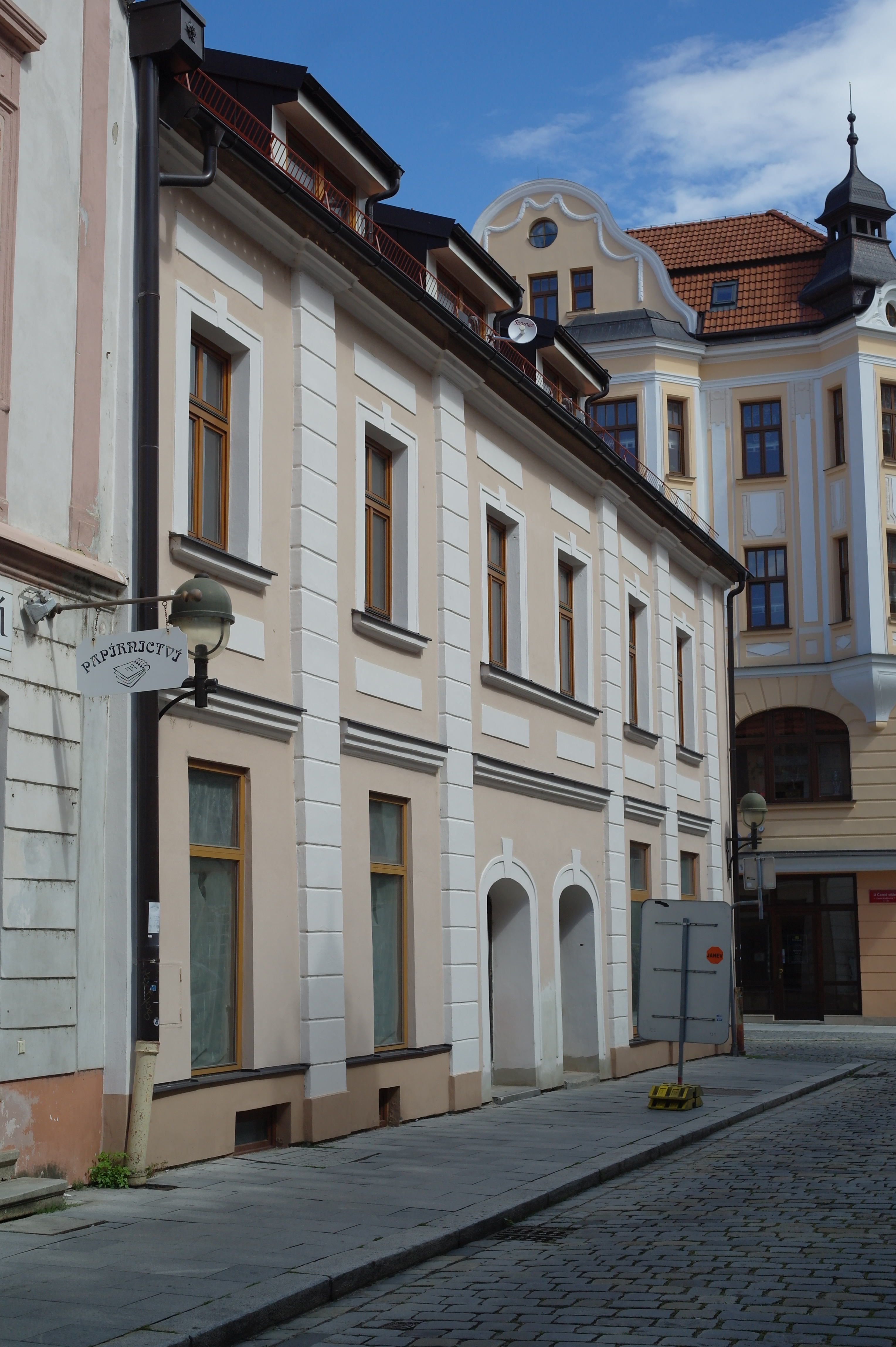
Dům Hroznová 18
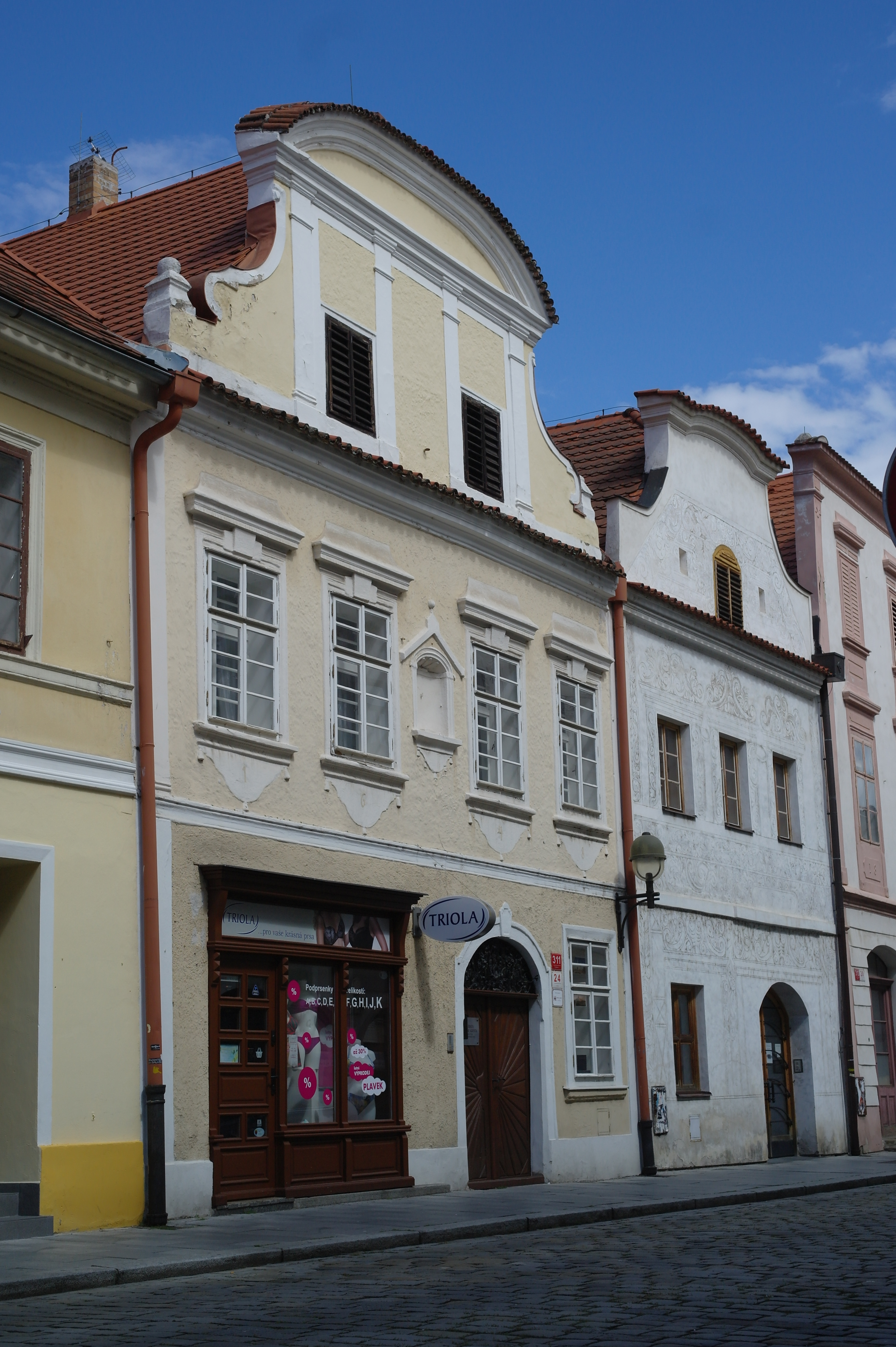
Dům Hroznová 24
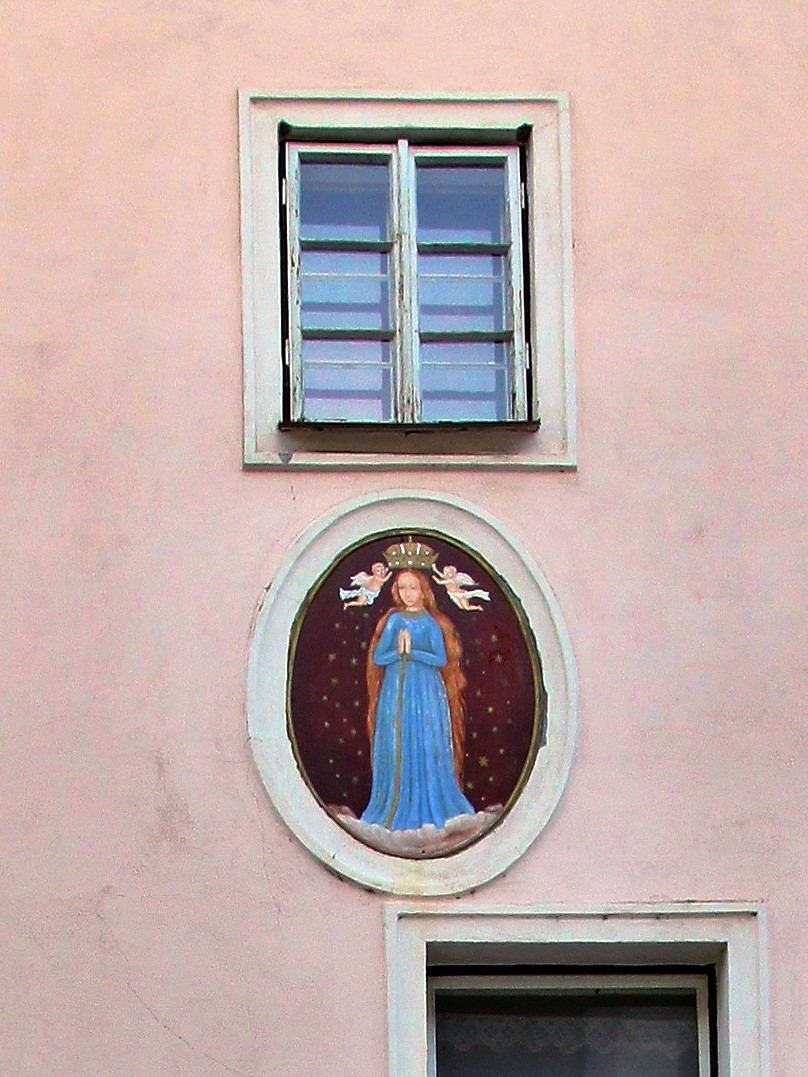
Vyobrazení Panny Marie Budějovické na fasádě domu Hroznova 14